# Graptacme takakoae
Graptacme takakoae är en blötdjursart som beskrevs av Tsuchida och Takuji Tachi 1999. Graptacme takakoae ingår i släktet Graptacme och familjen Dentaliidae. Inga underarter finns listade i Catalogue of Life.